# Nils Johansson (Eishockeyspieler, 1904)
Nils Åke Torsten „Björnungen“ Johansson (* 3. Oktober 1904 in Stockholm, Schweden; † 8. Dezember 1936 ebenda) war ein schwedischer Eishockeytorwart. 

## Karriere
Auf Vereinsebene spielte Nils Johansson ausschließlich für seinen Heimatverein Djurgårdens IF. Von 1921 bis 1930 trat er mit seiner Mannschaft in der schwedischen Meisterschaft an. In der Saison 1926 gewann er mit Djurgårdens IF den nationalen Meistertitel. 

### International
Für Schweden nahm Johansson an den Olympischen Winterspielen 1928 in St. Moritz teil, bei denen er mit seiner Mannschaft die Silbermedaille gewann. Als bestes europäisches Team bei den Olympischen Winterspielen gewann er mit seiner Mannschaft den Europameistertitel. 

## Erfolge und Auszeichnungen
- 1926 Schwedischer Meister mit Djurgårdens IF

### International
- 1928 Silbermedaille bei den Olympischen Winterspielen